# René Floriot
René Edmond Floriot fue un abogado francés que defendió Otto Abetz, Marcel Petiot, Pierre Jaccoud, Moise Tshombe. Fue el abogado más famoso de Francia del siglo XX.
También participó en algunas producciones de películas.

## Citas
"Comment ? On a interné mon client dans un asile psychiatrique parce qu'il avait volé un livre à l'étalage d'une librairie ? Aujourd'hui qu'il est accusé d'avoir assassiné 27 personnes, on le tient pour un homme normal et sain d'esprit ??? A-t-on cherché à savoir s'il n'y avait pas de problème dans sa famille ? N'a-t-on pas trouvé chez sa sœur des signes d'aliénation mentale ?"[cita requerida]
L'expert : … les proches de Petiot jouissent d'un parfait équilibre mental, sa sœur comme les autres.[cita requerida]
Me Floriot : Navré, mais mon client n'a pas de soeur..."[cita requerida]

## Publicaciones
- Les Erreurs Judiciaires (1968)[1]